# DDR-Turistbyrå

DDR-Turistbyrå var en resebyrå i Lundbergska huset på Vasagatan 19 i Stockholm för marknadsföring av det dåvarande Östtyskland (DDR) som turistland. Den delade adress med Östtysklands statliga flygbolag Interflug. Turistbyrån stängdes i samband med att staten Östtyskland uppgick i Förbundsrepubliken Tyskland 1990. 